# كيسفيل (سويسرا)
كيسفيل (بالألمانية: Kesswil) هي بلدية سويسرية تتبع لمقاطعة أربون في كانتون تورغاو. تبلغ مساحتها 4.47 كيلومتر مربع، ويقدر عدد سكانها بـ 1002 نسمة (حسب تعداد ديسمبر 2015).

## أعلام
- كارل يونغ